# Rieux (Seine-Maritime)
Rieux ist eine französische Gemeinde mit 593 Einwohnern (Stand 1. Januar 2022) im Département Seine-Maritime in der Region Normandie (vor 2016 Haute-Normandie). Sie gehört zum Arrondissement Dieppe und zum Kanton Eu (bis 2015 Blangy-sur-Bresle). 

## Geographie
Rieux liegt etwa 47 Kilometer östlich von Dieppe. Umgeben wird Rieux von den Nachbargemeinden Monchaux-Soreng im Norden und Westen, Blangy-sur-Bresle im Süden und Osten sowie Dancourt im Süden und Südwesten.

## Bevölkerungsentwicklung
| Jahr                      | 1962 | 1968 | 1975 | 1982 | 1990 | 1999 | 2006 | 2013 |
| Einwohner                 | 362  | 407  | 415  | 417  | 475  | 576  | 614  | 643  |
| Quelle: Cassini und INSEE |      |      |      |      |      |      |      |      |

## Sehenswürdigkeiten

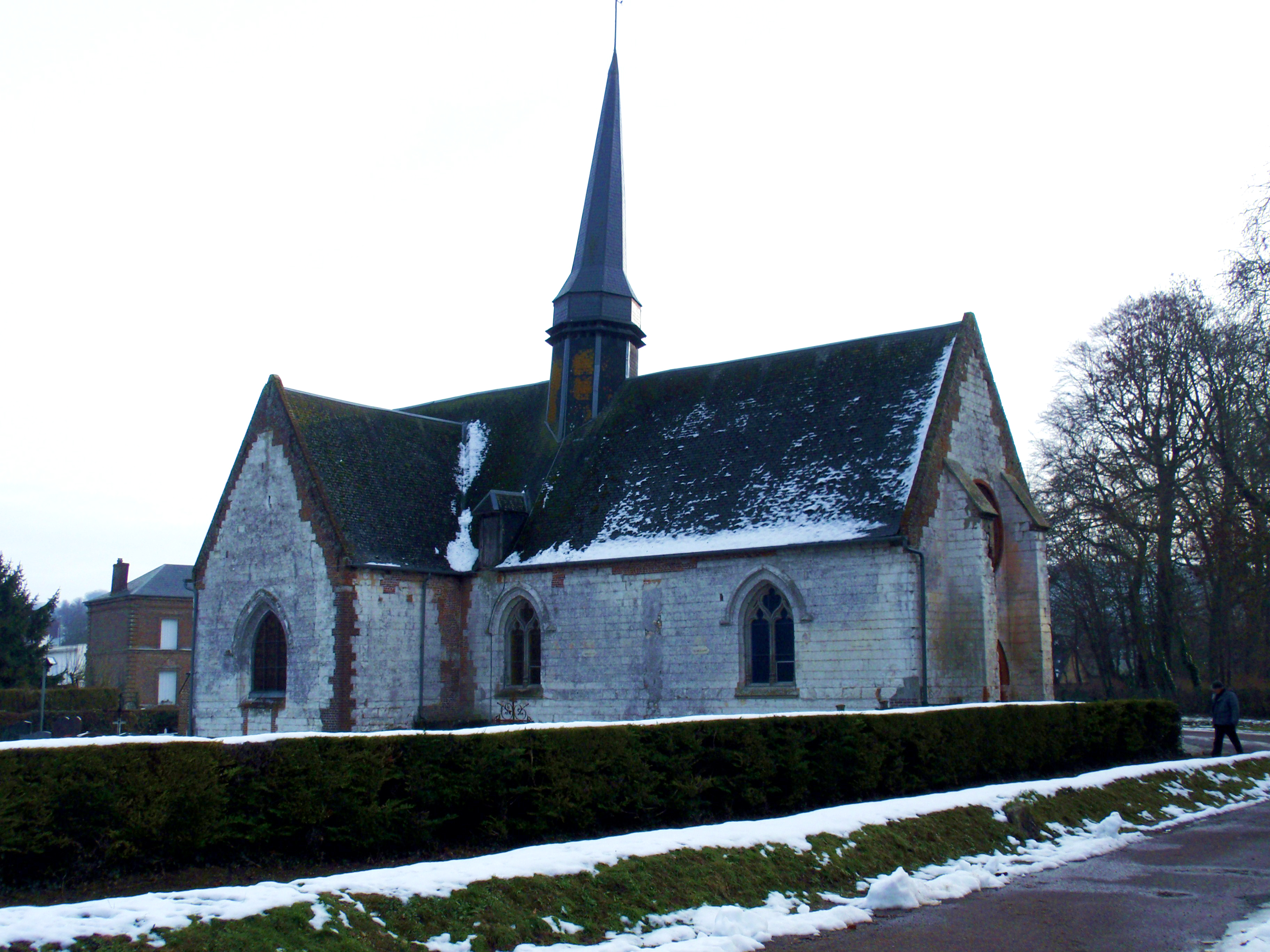
Kirche Saint-Martin-et-Saint-Barthélemy
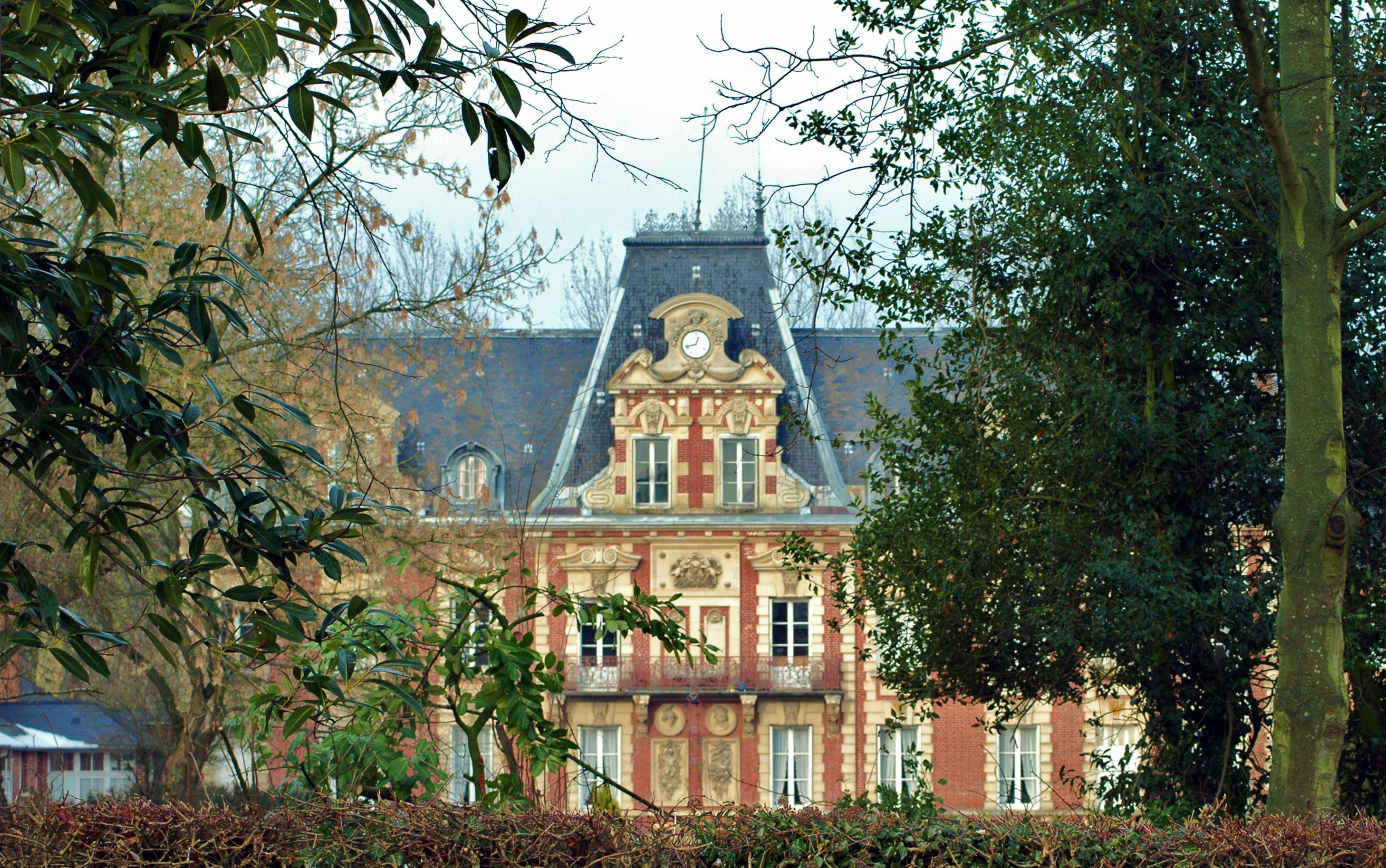
Herrenhaus

- Kirche Saint-Martin-et-Saint-Barthélemy
- Herrenhaus